# Atletisme als Jocs Olímpics d'estiu de 1908 - llançament de martell masculí

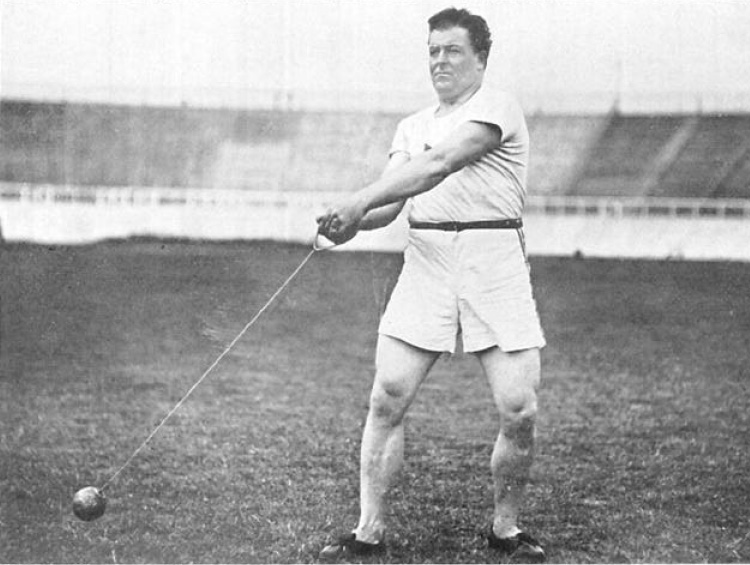
John Flanagan, vencedor d'aquesta competició

Els llançament de martell masculí va ser una de les sis proves de llançaments que es disputaren durant els Jocs Olímpics de Londres de 1908. La prova es va disputar el 14 de juliol de 1908 amb la participació de 19 atletes procedents de vuit nacions diferents.

## Medallistes
| Or                  | Plata              | Bronze          |
| John Flanagan (USA) | Matt McGrath (USA) | Con Walsh (CAN) |

## Rècords
Aquests eren els rècords del món i olímpic que hi havia abans de la celebració dels Jocs Olímpics de 1908.
| Rècord del Món | 53,38 m (*) | John Flanagan | Torrington, CT (USA) | 20 de juny de 1908 |
| Rècord Olímpic | 51,23 m     | John Flanagan | Saint Louis (USA)    | 29 d'agost de 1904 |

(*) No oficial
John Flanagan va establir un nou rècord olímpic amb 51,92 metres.

## Resultats
| Posició | Nom                   | País         | Distància       |
| ------- | --------------------- | ------------ | --------------- |
| 1       | John Flanagan         | Estats Units | 51.92 metres OR |
| 2       | Matt McGrath          | Estats Units | 51.18 metres    |
| 3       | Con Walsh             | Canadà       | 48.51 metres    |
| 4       | Tom Nicolson          | Regne Unit   | 48.09 metres    |
| 5       | Lee Talbott           | Estats Units | 47.86 metres    |
| 6       | Bill Horr             | Estats Units | 46.94 metres    |
| 7       | Simon Gillis          | Estats Units | 45.59 metres    |
| 8       | Eric Lemming          | Suècia       | 43.06 metres    |
| 9       | Alan Fyffe            | Regne Unit   | 37.35 metres    |
| 10-19   | Harald Agger          | Dinamarca    | desconegut      |
| 10-19   | István Mudin          | Hongria      | desconegut      |
| 10-19   | Henry Leeke           | Regne Unit   | desconegut      |
| 10-19   | Robert Lindsay-Watson | Regne Unit   | desconegut      |
| 10-19   | Ernest May            | Regne Unit   | desconegut      |
| 10-19   | John Murray           | Regne Unit   | desconegut      |
| 10-19   | Robert Olsson         | Suècia       | desconegut      |
| 10-19   | Benjamin Sherman      | Estats Units | desconegut      |
| 10-19   | Ludwig Uettwiller     | Alemanya     | desconegut      |
| 10-19   | Julius Wagner         | Suïssa       | desconegut      |